# I malcontenti (commedia)
I malcontenti è un'opera teatrale in tre atti in prosa di Carlo Goldoni scritta nel 1755 e rappresentata per la prima e unica volta l'estate di quell'anno a Verona, con scarso riscontro da parte del pubblico.
Con questa commedia Goldoni ritornò alla prosa dopo la lunga parentesi delle commedie in versi martelliani, a cui era stato obbligato dalla moda imposta dall'abate Chiari.
La commedia avrebbe dovuto essere replicata in autunno a Venezia, ma i due attori principali si resero indisponibili.
Inoltre, il segretario del Magistrato della Bestemmia - cui era affidata la censura teatrale a Venezia - ravvisò nel personaggio di Grisologo una pesante critica al Chiari e negò quindi il benestare, al fine di evitare una disputa troppo accesa tra i seguaci dei due commediografi rivali.

## Trama
Milano. In casa dello sprovveduto Policarpo nessuno è contento: Felicita smania per andare in villeggiatura in campagna e vorrebbe sposare lo scapestrato Ridolfo; Grisologo si crede un grande poeta incompreso; Leonide è una vanitosa con manie di grandezza. Il ricco e saggio zio Geronimo riporterà la ragionevolezza e la serenità in famiglia. 

## Poetica
Molto caro a Goldoni, il tema principale (mettere in ridicolo bonariamente la consuetudine del villeggiare) era già stato affrontato in gioventù in una delle sue prime opere (Il prodigo, 1739) e verrà di nuovo trattato ne La villeggiatura (1756) e, soprattutto, ne Le smanie per la villeggiatura (1761); mentre ne Il poeta fanatico, il commediografo veneziano aveva già stigmatizzato la cieca frenesia poetica di certi verseggiatori dilettanti.

L'autore scrisse nella prefazione all'edizione a stampa: 
Se taluno s'immaginasse che col Personaggio di Grisologo avessi avuto animo di criticar qualcheduno, protesto che certamente s'inganna; ho troppo rispetto per tutti quelli che scrivono, e molto più per chi ha dato saggio per molti anni del suo talento [...], e Dio mi guardi dal fare ad altri quello che non vorrei che fosse fatto a me stesso.»
(Carlo Goldoni, prefazione a I malcontenti)